# Jan Jerzy Ogiński
Jan Jerzy Ogiński herbu własnego – marszałek brasławski w latach 1671–1678, podkomorzy brasławski od 1668 roku.
Na sejmie abdykacyjnym jako poseł 16 września 1668 roku podpisał akt potwierdzający abdykację Jana II Kazimierza Wazy. Przystąpił do senatorsko-żołnierskiej konfederacji kobryńskiej 1672 roku. Był eklektorem Jana III Sobieskiego z powiatu brasławskiego w 1674 roku. Jako deputat podpisał pacta conventa Jana III Sobieskiego w 1674 roku. Poseł na sejm koronacyjny 1676 roku z Brasławia.